# Nibylis argentyński
Nibylis argantyński, lis argentyński, argentyński lis szary (Lycalopex griseus) – gatunek drapieżnego ssaka z rodziny psowatych.

## Taksonomia
Gatunek został opisany przez Graya pod nazwą Vulpes griseus. Później umieszczano go w rodzajach Pseudalopex (Berta, 1988), Dusicyon (Cabrera, 1957), Canis (Langguth, 1975 i Van Gelder, 1978), a ostatnio w Lycalopex (Zunino et al., 1995). W literaturze polskiej, w wykazie CITES nadal figuruje pod nazwą Pseudalopex griseus.

### Etymologia
Nazwa rodzajowa: gr. λυκος lukos „wilk”; αλωπηξ alōpēx, αλωπεκος alōpekos „lis”. Epitet gatunkowy: średniowiecznołac. griseum, griseus lub grisius „szary”.